# حکیم هیدجی

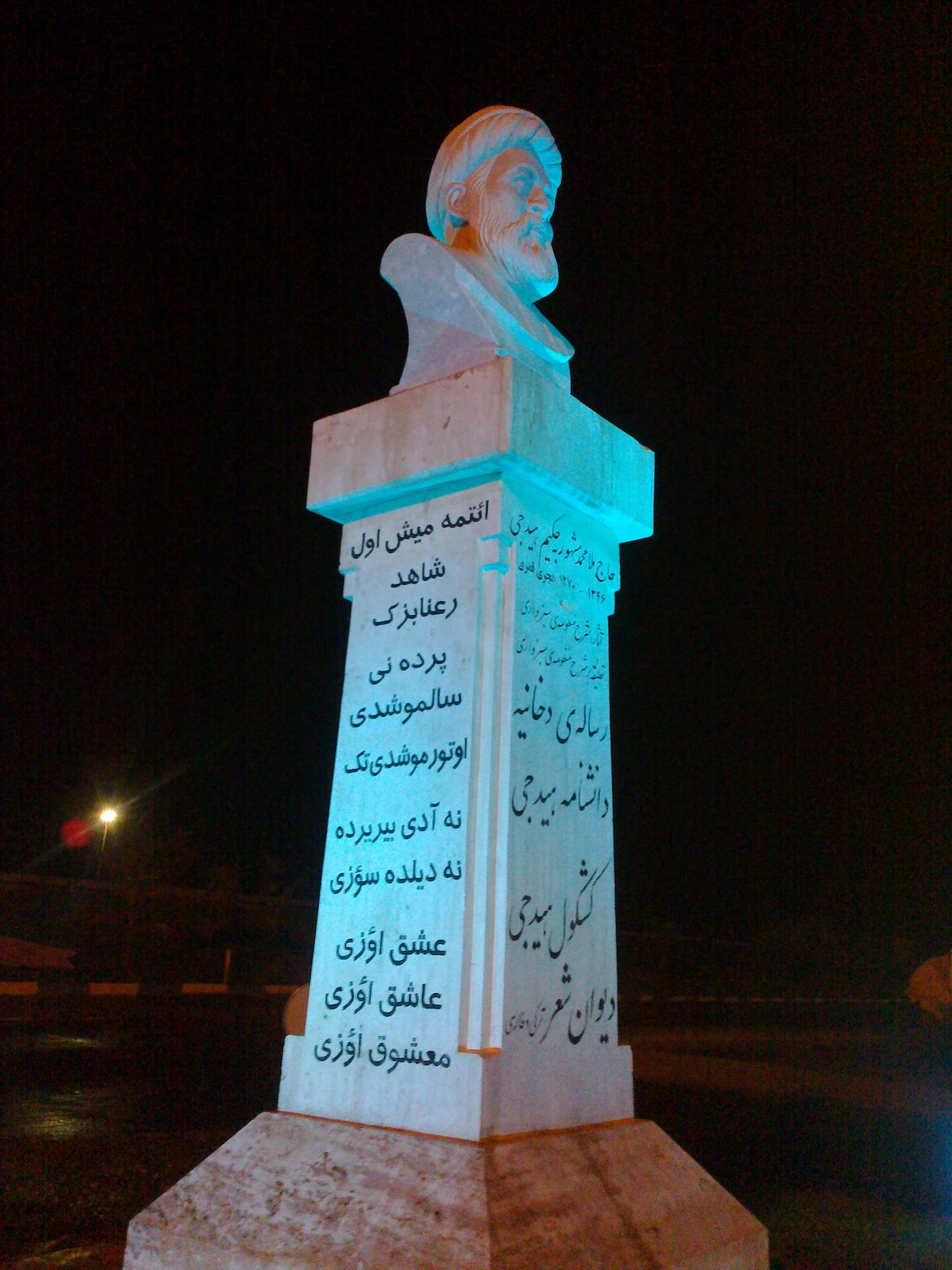
تندیس حکیم هیدجی

محمد هیدجی از بزرگان فقه و از شاعران و مجتهدان نامدار ایران است. او درشهر هیدج از شهرهای شهرستان ابهر در سال ۱۲۷۰ هجری قمری به دنیا آمد. در سال ۱۳۹۶ کتابی به نام حکیمی از هیدج دربارهٔ زندگینامه ایشان توسط علی سینا بابازاده به چاپ رسید.

## تحصیلات و اساتید
حکیم هیدجی در حوزه هیدج و قزوین تحصیل کرد. او مدتی در مدرسه معصومیه درس خواند و بعد به قزوین و تهران رفت سپس برای ادامه تحصیلات به عتبات رفت و نزد میرزای شیرازی به کسب فیض پرداخت سپس به تهران بازگشت و تا آخر عمر در مدرسه منیریه تهران اقامت گزیده و تدریس می‌نمودحکیم هیدجی جامع علوم معقول و معلوم بوده‌است. او فقه و اصول را نزد آشتیانی خوانده‌است.

## آثار
از آثار او می‌توان به شرح منظومه سبزواری، رساله دخانیه، دانشنامه، کشکول هیدجی، دیوان فارسی و دیوان ترکی او اشاره نمود. دیوان ترکی وی مشهورتر است و بارها در تبریز و زنجان به چاپ رسیده‌است در اشعار ترکی اش ابتدا «مغنی» تخلص می‌نمود و سپس تخلص خود را به هیدجی تغییر داد. اکثر اشعارش در موضوعات عرفانی و اخلاقی و گاهی اجتماعی می‌باشند. احمد کسروی می‌گوید زمانی که در عدلیه زنجان بوده (احتمالاً در سال ۱۳۰۲)، اشعار ترکی وی در یادها و زبانها می‌بود، و آن‌ها را گرد آورده‌است

## ورود به عرفان
علامه طهرانی دربارهٔ چگونگی ورود وی به عرفان در کتاب معاد شناسی می‌نویسد: «می‌گویند مرحوم هیدجی منکر مرگ اختیاری بوده‌است و خلع و لبس اختیاری را محال می‌دانسته، و این درجه و کمال را برای مردم ممتنع می‌پنداشته‌است، و در بحث با شاگردان خود جدّاً انکار می‌نموده و ردّ می‌کرده‌است.
یک شب در حجرهٔ خود بعد از بجا آوردن فریضهٔ عشاء رو به قبله مشغول تعقیب بوده‌است که ناگهان پیرمردی دهاتی وارد شده، سلام کرد و عصایش را در گوشه‌ای نهاد و گفت: جناب آخوند! تو چکار داری به این کارها؟ هیدجی گفت: چه کارها؟ پیرمرد گفت: مرگ اختیاری و انکار آن؛ این حرفها به شما چه مربوط است؟
هیدجی گفت: این وظیفهٔ ماست، بحث و نقد و تحلیل کار ماست. درس می‌دهیم، مطالعات داریم، روی این کارها زحمت کشیده‌ایم؛ سر خود نمی‌گوئیم!
پیرمرد گفت: مرگ اختیاری را قبول نداری ؟! هیدجی گفت: نه.
پیرمرد در مقابل دیدگان او پای خود را به قبله کشیده و به پشت خوابید و گفت: إِنَّا لِلَّهِ وَ إِنَّآ إِلَیْهِ رَ'جِعُونَ و از دنیا رحلت کرد، و گوئی هزار سال است که مرده‌است.
حکیم هیدجی مضطرب شد. خدایا این بلا بود که امشب بر ما وارد شد؟ حکومت ما را چه می‌کند؟ می‌گویند مردی را در حجره
بردید، غریب بود و او را کشتید و سمّ دادید یا خفه کردید.
بیخودانه دویدم و طلاّب را خبر کردم، آن‌ها به حجره آمدند و همه متحیّر و از این حادثه نگران شدند. بالاخره بنا شد خادم مدرسه تابوتی بیاورد و شبانه او را به فضای شبستان مدرسه ببرند تا فردا برای تجهیزات او و استشهادات آماده شویم، که ناگاه پیرمرد از جا برخاست و نشست و گفت: بِسْمِ اللَهِ الرَّحْمَـٰنِ الرَّحِیمِ، و سپس رو به هیدجی کرده و لبخندی زد و گفت: حالا باور کردی؟ هیدجی گفت: آری باور کردم، به خدا باور کردم؛ امّا تو امشب پدر مرا درآوردی، جان مرا گرفتی!
پیرمرد گفت: آقاجان! تنها به درس خواندن نیست؛ عبادت نیمه شب هم لازم دارد، تعبّد هم می‌خواهد، چه می‌خواهد، چه می‌خواهد… فقط تنها بخوانید و بنویسید و بگوئید و بس، مطلب به این تمام می‌شود؟!
از همان شب حکیم هیدجی رویّهٔ خود را تغییر می‌دهد، نیمی از ساعات خود را برای مطالعه کردن و نوشتن و تدریس کردن قرار می‌دهد و نیمی را برای تفکّر و ذکر و عبادت خدای جلّ و عزّ. شبها از بستر خواب پهلو تهی می‌کند و خلاصهٔ امر به جایی می‌رسد که باید برسد. دلش به نور خدا منوّر و سِرّش از غیر او منزّه، و در هر حال انس و الفت با خدای خود داشته‌است؛ و از دیوان شعر فارسی و ترکی او می‌توان حالات او را دریافت. حاشیه‌ای بر شرح منظومهٔ سبزواری دارد که بسیار مفید است.»

## وفات
وی در سال ۱۳۱۴ه‍.ش در مدرسه منیریه تهران وفات نمود و بنا به وصیتش جنازه اش به قم منتقل شده و پس از آنکه عبدالکریم بر او نماز خواند، در سمت شمال شرقی بارگاه فاطمه معصومه که در آن زمان قبرستان بابلان بود به خاک سپرده شد. قبرستان بابلان امروزه وجود ندارد ظاهراً قبر حکیم در یک مغازه نوار فروشی مذهبی باقی‌مانده‌است
در آخر دیوان حکیم هیدجی که بیانگر حالات معنوی اوست وصیّت‌نامهٔ او آورده شده‌است. او پس از حمد خداوند و شهادت و تقسیم اثاثیّه و کتابهای خود چنین گفته: از رفقا تقاضا دارم وقتی من مُردم عمامهٔ مرا روی عماری نگذارند،های و هوی لازم نیست، و برای مجلس ختم من موی دماغ کسی نشوند زیرا که عمر من در این جهان (مادی) ختم شده و عمل من خاتمه یافته‌است. دوستان من خوش باشند زیرا من از زندان طبیعت (این جهان مادی) خلاص (می‌شوم) و به سوی مطلوب خود (خداوند) می‌روم و عمر جاودان می‌یابم… دوست داشتم پولی داشتم و به رفقا می‌دادم که در شب رحلت من مجلس سوری تهیّه کرده و سروری فراهم آورند، زیرا که آن شب، شب وصال (و رسیدن) من (به خداوند) است… هیدجی عارف هنگام شب وفات خود همهٔ طلاّّب مدرسهٔ منیریّه، را جمع می‌کند و به آن‌ها نصیحت و اندرز می‌دهد و به اخلاق اسلامی دعوت می‌نماید. هیدجی نماز صبح خود را در اوّل فجر صادق می‌خواند و بعد از ساعتی در سال ۱۳۱۴ش در تهران در سن ۸۴ سالگی وفات می‌کند.

## محل دفن
مزار و مدفن حکیم هیدجی در شهر قم و در ابتدای خیابان چهار مردان و در کنار مزار ابن بابویه قمی و قاضی سعید قمی قرار دارد.